# Homesleep Music
La Homesleep Music è stata un'etichetta discografica indipendente italiana, nata nel 1999 a Bologna dalla fusione delle due etichette Home Audioworks e Sleepin' Corporate. attiva fino al 2009.
L'etichetta pubblicava sia gruppi italiani che stranieri, con sonorità molto diverse che spaziano dall'elettronica al post rock. È stata una delle più importanti etichette discografiche della scena indipendente italiana a cavallo tra gli anni '90 e 2000.

## Rete di distribuzione
La Homesleep ha inizialmente affidato la distribuzione dei suoi dischi in Italia all'indipendente White and Black. In seguito per aumentare la diffusione dei suoi prodotti ha firmato un contratto con la Sony, mossa che ha però causato un incremento nel prezzo dei dischi. All'estero l'etichetta si appoggiava ad alcuni distributori indipendenti: Shellshock che distribuiva i loro dischi in Inghilterra, Scandinavia, Canada e Portogallo, Cargo li distribuiva in Germania, Austria e Svizzera, Munich invece si occupava di tutto il Benelux. I dischi venivano inoltre distribuiti anche negli USA, in Grecia, in Spagna e a Taiwan.
Nel 2004 dopo due anni l'etichetta passa dalla distribuzione Sony all'indipendente Audioglobe, scelta motivata dalla maggiore affinità musicale e attitudinale.

## Dati di vendita dei dischi
I best seller dell'etichetta sono stati Rise and Fall of Academic Drifting dei Giardini di Mirò e la compilation Everything Is Ending Here che hanno superato le 6000 copie vendute, mentre intorno alle 5000 sono arrivati Days Before The Day degli Yuppie Flu, Punk...Not Diet dei Giardini di Mirò e Those Are Not My Bongos dei Fuck. Fra gli altri dischi pubblicati solo pochi hanno superato la soglia delle 2500 copie vendute.

## Chiusura
Dopo 10 anni di attività nell'ottobre 2009 l'etichetta decide di chiudere i battenti, mettendo in vendita l'intero catalogo a prezzo promozionale.

## Gruppi di Homesleep Music
- Amor Fou
- Ant
- Austin Lace
- Blacksoulwater
- Boxstep
- Califone
- CUT
- El Muniria
- Empire Of Sponge
- Fuck
- Giardini di Mirò
- Gomo
- Julie's Haircut
- Lenola
- Meets Guitar
- Micecars
- Micevice
- Midwest
- Mirabilia
- Oranger
- Piano Magic
- Quickspace
- Shout Out Louds
- Sodastream
- Staff
- The Butterflies of Love
- The Ian Fays
- Thomas Truax
- Trumans Water
- Yo Herve!
- Yuppie Flu